# Robert Lamm
Robert William Lamm (Brooklyn, Nueva York, 13 de octubre de 1944) es un teclista, cantante, compositor  y guitarrista que es conocido, sobre todo, por su participación en la banda de rock Chicago. Compuso muchos de los principales éxitos del grupo, entre ellos "Questions 67 & 68", "Does Anybody Really Know What Time It Is?", "Beginnings", "25 or 6 to 4", "Saturday in the Park", "Dialogue (Part I & II)" y otras.

## Biografía

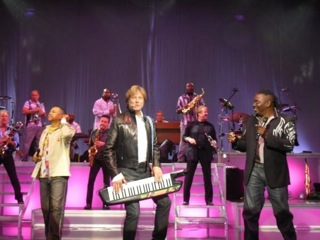
Robert Lamm (centro) tocando con Earth, Wind & Fire

Su primera influencia musical fue la colección de discos de jazz de sus padres. En su juventud cantó con el coro de niños de la Grace Episcopal Church en Brooklyn Heights. En una entrevista de 2003, Lamm dijo: "Mi primera práctica musical fue con este coro. Allí se me mostró lo mejor de la música de la Edad Media, pasando por Bach y hasta los compositores del siglo XX."
Con quince años su familia se trasladó a Chicago (Illinois) Estudió arte en la escuela superior, especialmente dibujo y pintura, pero cambió al área de música al ingresar en la Roosevelt University de Chicago.
En 1967, Lamm fue uno de los seis fundadores de una banda con metales que se acabó conociendo como “Chicago”. No sería hasta 1974, después de grabar seis discos con la banda, que Lamm publicó Skinny Boy, el único disco en solitario de un miembro de Chicago antes de los años 80. 
En 1991 se instaló en Nueva York y comenzó a publicar discos bajo su nombre. Lamm formó un trío (Beckley/Lamm/Wilson) con Gerry Beckley de la banda anglo-americana América y Carl Wilson de The Beach Boys. Tras la muerte de Wilson en febrero de 1998, se publicó un disco denominado Like a Brother (2000).
A pesar de su actividad en solitario, Lamm continuó con Chicago, grabando discos como “The Stone of Sisyphus”, “Night and Day”, “Chicago XXX”, y “Chicago Now 36”.

## Discografía en solitario
- 1974: Skinny Boy[2]
- 1993: Life Is Good in My Neighborhood[2]
- 1999: In My Head
- 2000: Like a Brother (Beckley-Lamm-Wilson)
- 2003: Subtlety & Passion
- 2004: Too Many Voices (reedición ampliada de In My Head)
- 2005: Leap of Faith – Live in New Zealand
- 2006: Life is Good in My Neighborhood 2.0
- 2006: Skinny Boy 2.0
- 2008: The Bossa Project
- 2012: Living Proof
- 2012: Robert Lamm Songs: The JVE Remixes